# Russell Schweickart
Russell Louis (Rusty) Schweickart  (Neptune Township, New Jersey, 1935. október 25. –)  amerikai űrhajós.
1963-ban, a harmadik amerikai csoport tagjaként kezdte meg az űrhajóskiképzést.

## Repülések
(zárójelben a repülés dátuma)
- Apollo–9 (1969. március 3. – 1969. március 13.)

### Apollo–2
Schweickart lett volna a holdkomppilótája a tervezett második Apollo-repülésnek 1967-ben, de a küldetést törölték az Apollo–1 tragikus tűzesete után.

### Apollo–9

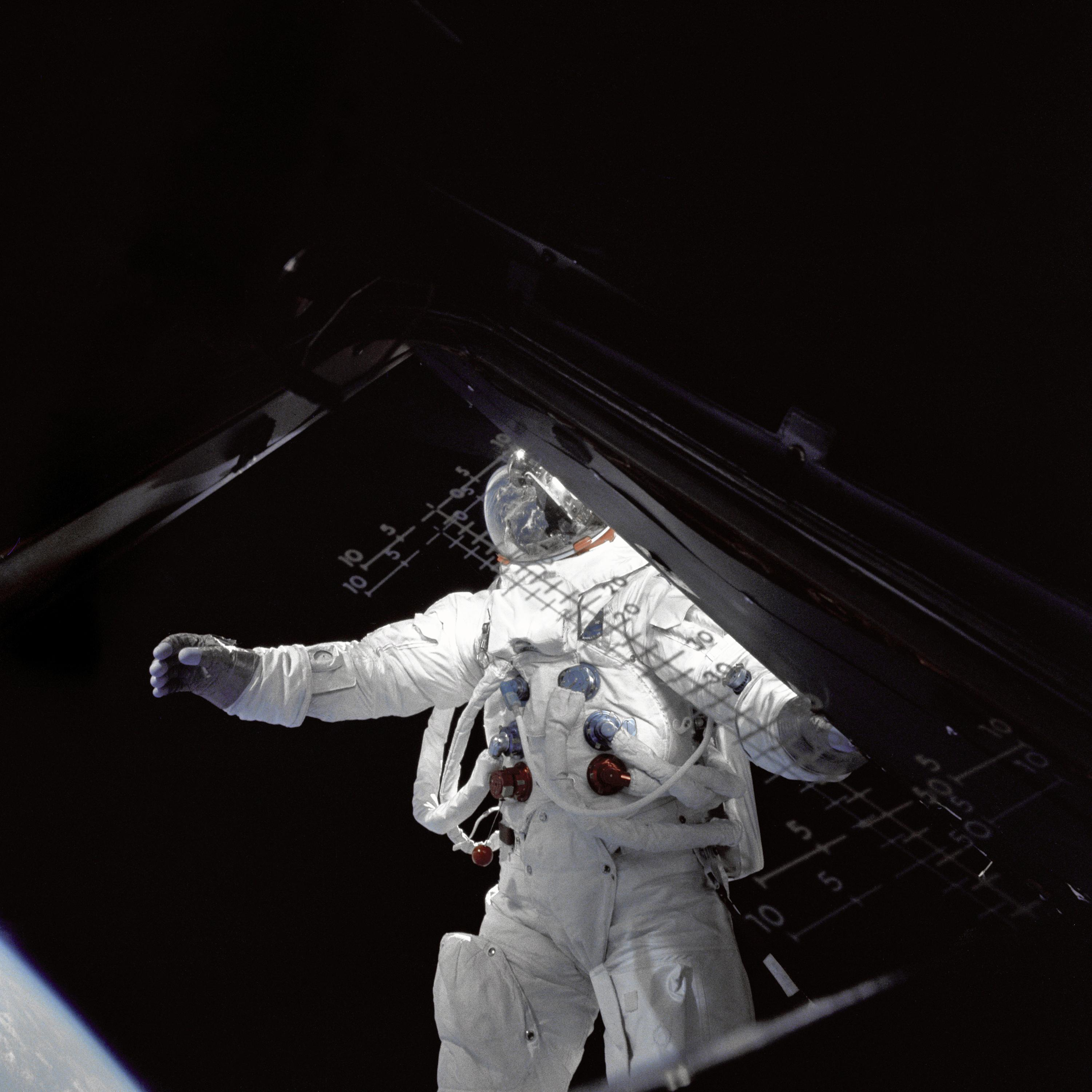
Schweickart űrsétán

Az Apollo–9 legénysége – James McDivitt parancsnok, David Scott parancsnokimodul-pilóta és Russell Schweickart holdkomppilóta – tíz nap alatt berepülte az Apollo-rendszer első működőképes holdkompját. Schweickart és Scott a küldetés negyedik napján a világ első páros űrsétáját hajtotta végre, amely során a holdkomppilóta először próbálta ki a későbbi holdra szállások során használt űrruhát.

### Skylab–2
Schweickart a Skylab–2 tartalék parancsnoka 1973-ban. Ez volt az első emberes küldetés a Skylab űrállomásra.